# Tommaso Francini
Tommaso Francini, noto in Francia come Thomas Francine, (Firenze, 5 marzo 1572 – Saint-Germain-en-Laye, 15 aprile 1651) è stato un ingegnere italiano naturalizzato francese specializzato nell'idraulica delle fontane.
I Francini, Tommaso e suo fratello Alessandro, progettisti di fontane nei siti reali e parigini, esercitarono una grande influenza sullo sviluppo idraulico dei giardini, in Francia, nel XVII secolo.

## Biografia
Era figlio di Pietro Francini e di Clemanza Pagni. Fece testamento il 15 maggio 1649, nel quale erano contenute diverse informazioni sulla sua carriera al servizio dei re Enrico IV, Luigi XIII e Luigi XIV.

### Tommaso Francini, ingegnere del Granduca di Toscana, presso la villa di Pratolino
Era un ingegnere del Granduca di Toscana, Ferdinando I de' Medici, quando il re di Francia Enrico IV chiese al Granduca di consentire che a Tommaso di andare in Francia, assieme ai suoi fratelli Camillo e Alessandro e a suo cugino Orazio, nel 1599. Il re aveva iniziato i lavori nei giardini del castello di Saint-Germain-en-Laye.

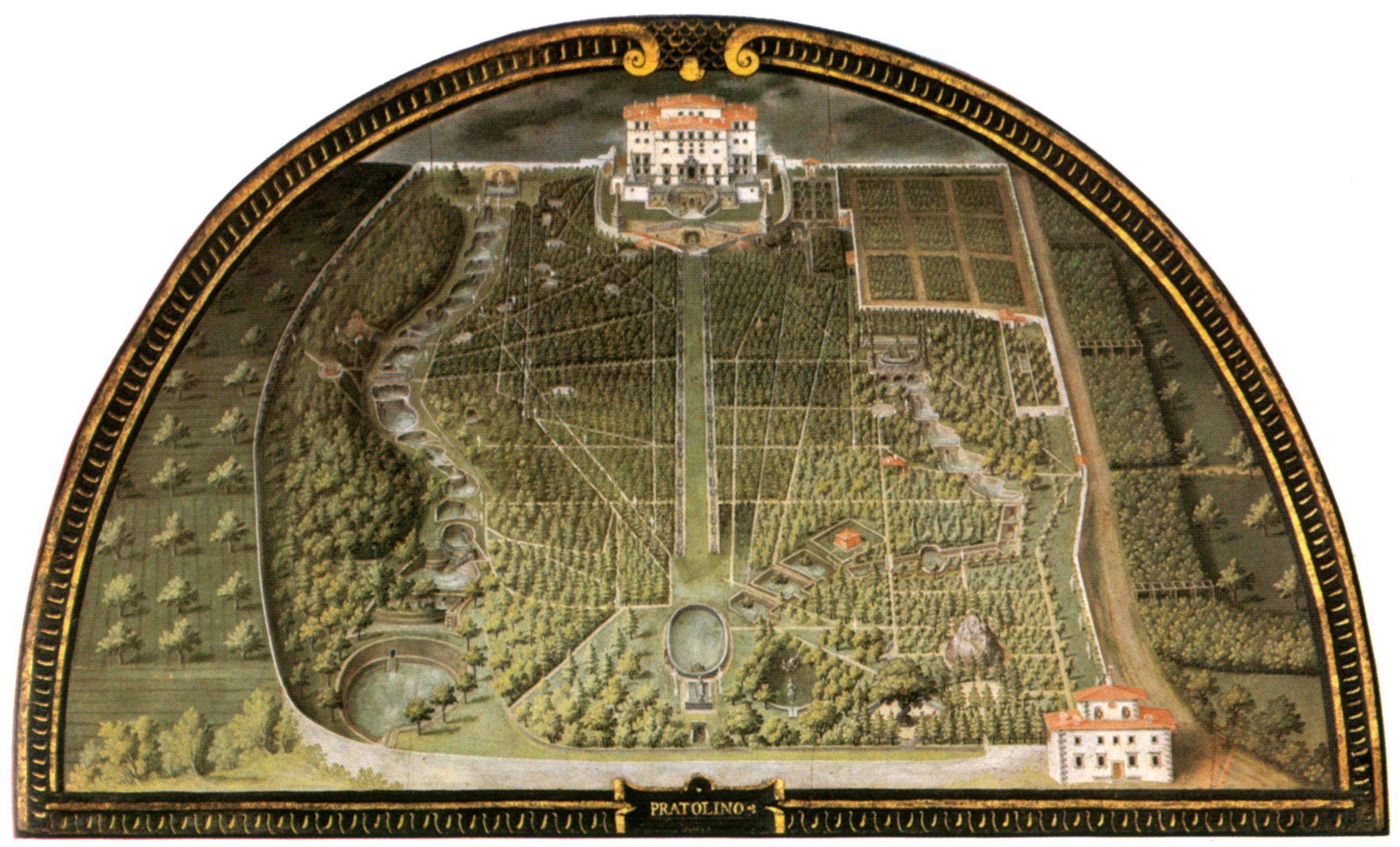
La villa medicea di Pratolino

Non è nota la formazione professionale di Tommaso Francini. In Toscana, aveva lavorato alla Villa di Pratolino, insieme al Giambologna, dove avevano prodotto diversi automi funzionanti ad energia idraulica come indicato da Agostino del Riccio, nel manoscritto Del giardino di un re. Il 24 ottobre 1594, venne nominato responsabile delle acque della villa di Pratolino per due anni. La creazione di nuovi teatri di automi a Pratolino gli diede una certa notorietà anche all'estero.
La villa di Pratolino fu visitata da Michel de Montaigne, il 22 novembre 1580, che la descrisse sul Journal de voyage en Italie: " C'è una grotta miracolosa con molte case e stanze: questa supera qualsiasi cosa abbia mai visto altrove.... Non c'è solo la musica e l'armonia che è prodotta dal movimento dell'acqua, ma anche il movimento di diverse statue che l'acqua scuote e porta a compiere vari atti, diversi animali che si immergono nell'acqua per bere, e cose simili. Con un solo movimento l'intera grotta è piena d'acqua, tutti i sedili spruzzano acqua sui glutei.... La bellezza e la ricchezza di questa grotta non sono descrivibili.". Il 24 novembre era a Firenze e nel pomeriggio visitò la Villa medicea di Castello nella quale ammirò i vari giochi d'acqua. Il 13 aprile 1581, visitò Tivoli e Villa d'Este. Fece poi confronti tra il giardino di Villa d'Este e quello della Villa di Pratolino.

### Thomas Francini al nuovo castello di Saint-Germain-en-Laye

Pianta dei castelli reali di Saint-Germain-en-Laye nel 1614 (BnF)
Alessandro Francini (disegno)
Michel Lasne (incisore)

Il castello di Saint-Germain-en-Laye era un casino di caccia costruito da Francesco I. Aveva il vantaggio di essere vicino a Parigi ma l'architettura sembrava triste al re. Enrico II fece costruire un casino, o "teatro e stabilimento balneare", da Philibert Delorme, nel 1557. Nel 1594 decise di sfruttare il sito per costruire un nuovo castello intorno al casino con giardini che scendevano verso la Senna. Enrico IV, non avendo mai visitato l'Italia, non poteva ispirarsi a siti come Villa d'Este o le ville medicee. Probabilmente immaginò la disposizione del sito attraverso l'architetto e paesaggista Étienne Dupérac, che conosceva Villa d'Este e che creò l'incanto del nuovo castello,. Tommaso e Alessandro Francini portarono in Francia la loro conoscenza dello sviluppo idraulico dei giardini italiani.
Con l'arrivo della famiglia Francini, l'arte degli impianti idraulici, delle fontane, delle grotte, dei giochi d'acqua, conobbe uno straordinario sviluppo in Francia sotto i regni di Enrico IV, Luigi XIII e Luigi XIV.
Nel 1599 fu creata la sovrintendenza delle fontane degli edifici del re. I Francini realizzarono innumerevoli fontane con giochi d'acqua, cascate artificiali, automi, uomini e animali, che si muovevano nelle grotte grazie alla forza motrice dovuta alla circolazione di acqua sotto pressione, giochi d'organo, musica armoniosa, fantasiosi giochi d'acqua che spruzzavano i visitatori dal basso, regalando loro gli stessi sentimenti descritti da Montaigne visitando le ville italiane.
Tommaso Francini decorò con fontane le grandi terrazze del castello, che scendevano verso la Senna, e i giochi d'acqua di automi installati nelle grotte del giardino furono il piacere del giovane re Luigi XIII e degli altri figli di Enrico IV e Maria de' Medici. Tra il 1599 e il 1608 furono costruite sette grotte: la grotta del Drago, quella di Nettuno, quella della Demoiselle che suonava l'organo descritta da André Duchesne all'inizio del XVII secolo: "Lì vicino c'è una ninfa col viso sorridente, bella e gentile, che, lasciando che le sue dita si muovano al suono dell'acqua, fa suonare gli organi.... C'è un Mercurio vicino alla finestra che ha un piede per aria e l'altro piantato su un supporto, che suona e intona forte una tromba. Il cuculo viene ascoltato e riconosciuto dalla sua canzone ..." . Sulla quarta terrazza, c'è la grotta di Ercole, al centro, quella di Perseo e Andromeda, e quella di Orfeo a sud. Poi la grotta Flambeaux che conteneva diverse attrazioni grazie a macchinari che permettevano cambi di scenario. Questi meccanismi utilizzavano l'energia idraulica grazie all'acqua raccolta nelle sorgenti della collina e dell'altopiano di Saint-Germain-en-Laye. Un acquedotto portava l'acqua ad una cisterna situata in prossimità della fontana di Mercurio, dalla quale l'acqua scendeva nelle grotte, alimentando poi i getti d'acqua e le fontane dei giardini inferiori.
Giambologna realizzò sei grandi bronzi per le fontane e le grotte di Saint-Germain-en-Laye. Alessandro Francini fu a capo della grotta di Orfeo nel 1604, Tommaso di quella di Perseo nel 1606. Fu quindi qualificato come ingegnere ordinario delle fontane e delle grotte dei castelli del re. Nel 1607, lo stesso Tommaso fece un accordo con Didier Humbelot per un Perseo di rame, tutti i personaggi essendo provvisti di movimenti, circondati da mostri in una decorazione di conchiglie. Lo scultore fiorentino Francesco Bordoni, allievo di Pietro Francavilla, collaborò con i Francini nei siti reali di Saint-Germain-en-Laye e Fontainebleau.
L'acqua diventò così un elemento essenziale nello sviluppo dei giardini per la loro bellezza, l'arte delle fontane uno degli interessi della nobiltà francese per i loro castelli.
Tommaso venne naturalizzato francese l'11 febbraio 1600 così come i suoi fratelli. Camillo ottenne anche il diritto di diventare un ecclesiastico in Francia.
Fu poi nominato Intendente generale dell'acqua e delle Fontane di Francia.
Comprò una casa con giardino a Saint-Germain-en-Laye, nel 1604. È probabile che poi abbia deciso di restare in Francia contrariamente a quanto aveva scritto in una lettera a Emilio de' Cavalieri. Il 2 febbraio 1603, aveva scritto una lettera a B. Vinta, segretario del Granduca di Toscana, per informarlo che Enrico IV si opponeva al suo ritorno a Firenze. Quest'ultimo rispose che il Granduca riteneva che il suo lavoro per Enrico IV fosse un servizio reso alla sua patria.

### Altri lavori
Aveva portato il gusto del manierismo fiorentino ed era andato a lavorare per i nobili italiani presenti alla corte di Parigi. Il marchese Jérôme de Gondi fece progettare i giardini inferiori della sua casa a Saint-Cloud tra il 1577 e il 1604. Suo cugino, Jean-François de Gondi, arcivescovo di Parigi, divenne proprietario del luogo nel 1625. Quest'ultimo intraprese una vasta campagna di lavori nei giardini inferiori, tra il 1628 e il 1636, con la realizzazione di un sistema di approvvigionamento idrico e la realizzazione di giochi d'acqua. Tommaso Francini realizzò la cascata e la grotta del Parnaso, soggiorno di Apollo e delle Muse, per il parco di Saint-Cloud, che stupì i visitatori di Saint-Cloud nel XVII secolo, e una fontana nel giardino della sua dimora parigina, sul sito del vecchio Hôtel de Condé.
Potrebbe anche aver partecipato alla creazione di una grotta nei giardini del castello di Noisy-le-Roi che Albert de Gondi aveva fatto organizzare, tra il 1582 e il 1599, da artisti italiani.
Intervenne anche a Cormeilles-en-Parisis, Lésigny, Bagnolet, Wideville, forse a Rueil e Liancourt. Nella sua proprietà a Villepreux, creò una scenografia acquatica attorno a una statua di Maria de' Medici

### Tommaso Francini e il castello di Fontainebleau

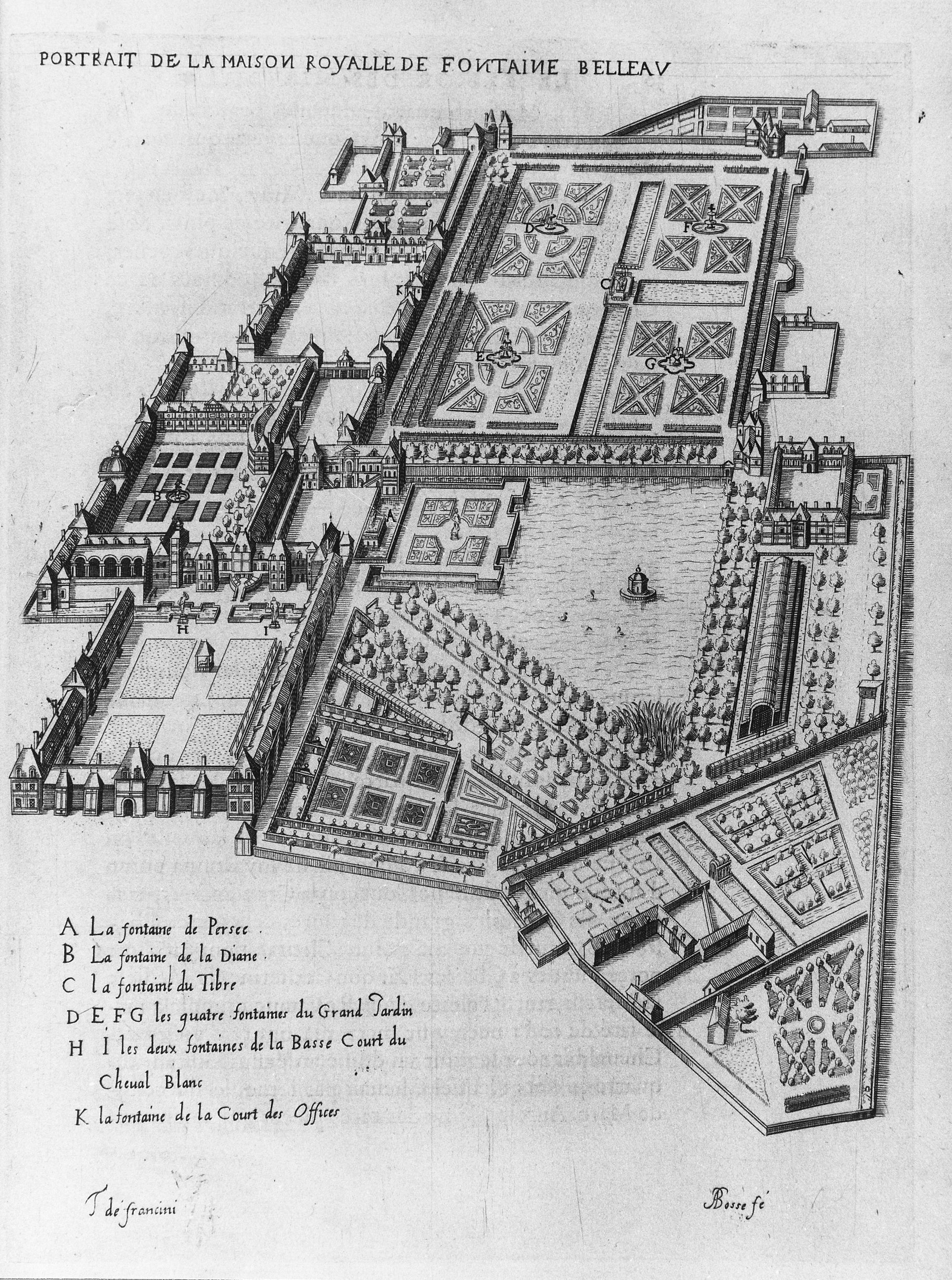
Pianta del castello e del parco di Fontainebleau con le fontane realizzate dai Francini nel Grand Jardin e nella Cour du Cheval Blanc
Alessandro Francini (disegno)
Abraham Bosse (incisore)

Tommaso Francini creò il canale, lungo 1,2 km, tra il 1606 e il 1609, e lo sviluppo idraulico del parco del castello di Fontainebleau. Alessandro Francini firmò, il 10 gennaio 1609, un contratto per realizzare quattro fontane nel Giardino Grande e due fontane contro il fosso nel cortile del Cavallo Bianco, su disegno del fratello Tommaso. Alessandro fu nominato scultore di fontane del re, nel 1609, e ingegnere delle fontane di Fontainebleau in un contratto del 1613. Successivamente rimase a Fontainebleau. Nel 1631 firmò un contratto per il restauro della fontana del Tevere al castello di Fontainebleau.
Dall'acquedotto che aveva realizzato, Enrico IV chiese a Tommaso Francini di costruire la grotta e la fontana della Voliera e la fontana di Diana che esiste ancora oggi.

### Tommaso Francini, dall'acquedotto mediceo al Palazzo del Lussemburgo
Il 5 settembre 1612, sottopose all'Ufficio di presidenza della Città di Parigi, con Guillain, maestro dei lavori della Città di Parigi, l'architetto Metezeau e l'ingegnere Alleaumes, il preventivo per l'approvvigionamento idrico della riva sinistra della Senna a Parigi.
Nell'ottobre del 1611 prese forma il progetto, richiesto da Maria de 'Medici, per un nuovo palazzo ispirato al Palazzo Pitti di Firenze. A settembre la regina aveva acquistato l'immobile da François de Piney, duca di Lussemburgo, che si sarebbe chiamato Petit Luxembourg. Nei mesi successivi, continuò ad acquistare proprietà per espandere la tenuta. Il progetto di Salomon de Brosse dovrebbe essere stato realizzato tra il gennaio 1612 e il novembre 1614, data delle prime aste bandite per la costruzione. Nell'aprile 1612, Nicolas Descamps venne nominato "giardiniere ordinario dei giardini e delle aiuole della [casa [della] regina] e dell'ostello di Lussemburgo". Un primo disegno del giardino risale al marzo 1615. Mostra le prime piantagioni di alberi ordinate da Maria de' Medici.
Nel 1613 seguì i lavori dell'acquedotto Arcueil. La prima pietra fu posata il 17 luglio 1613 alla presenza del giovane Luigi XIII. I lavori furono affidati al maestro muratore Jean Coing, poi dopo la sua morte a Jean Gobelin che li completò con la costruzione del cosiddetto serbatoio dell'Osservatorio. Questo acquedotto venne costruito sottoterra, ad eccezione della parte che attraversava la valle della Bièvre. Il 60% dell'acqua dell'acquedotto doveva alimentare il Palazzo del Lussemburgo. Nel 1628 a Tommaso fu concesso il godimento della metà dell'acqua in uscita dal bacino artificiale utilizzato per alimentare il Palazzo del Lussemburgo.

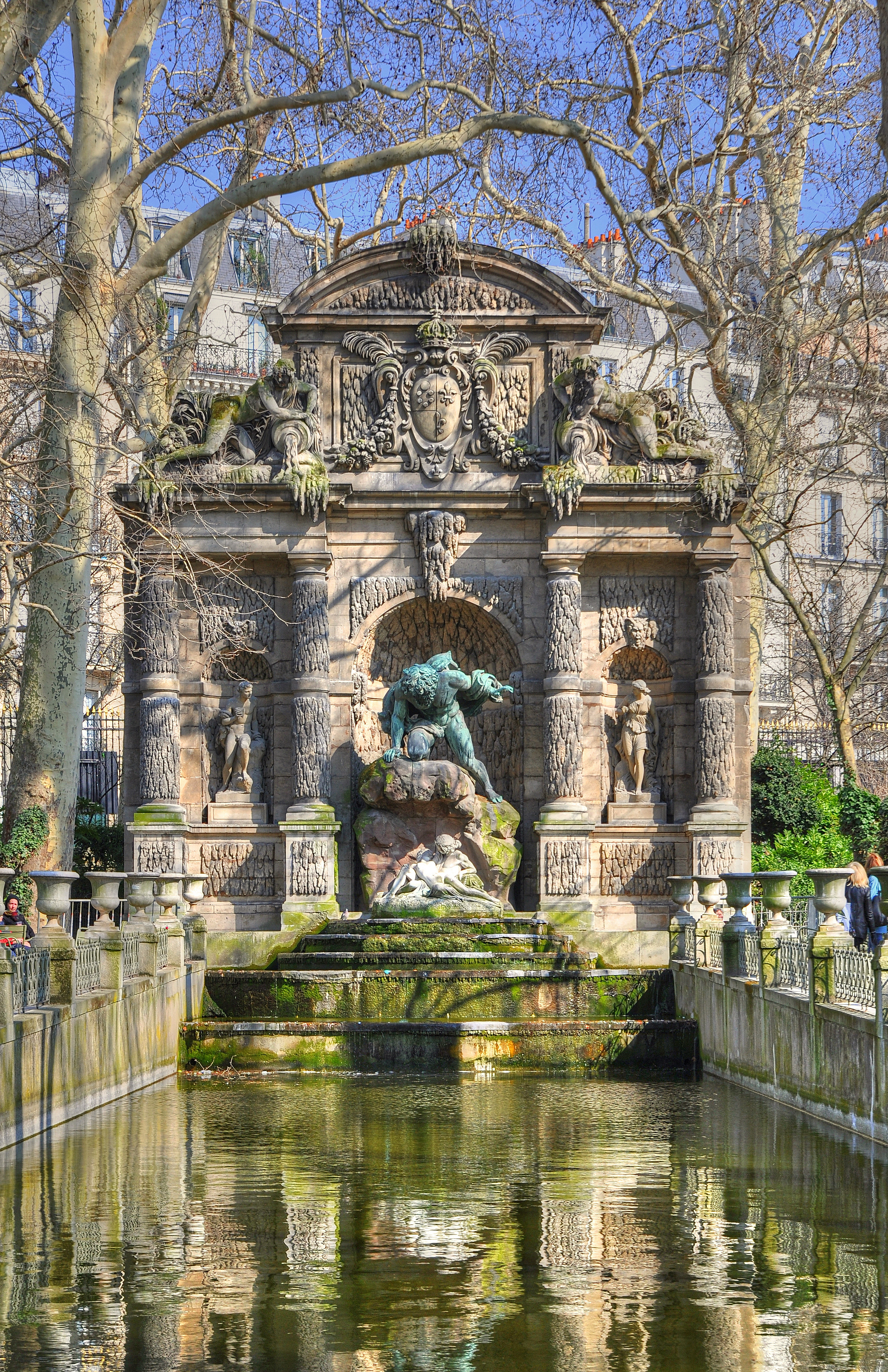
La fontana dei Medici

Tommaso Francini presentò la prima pianta del giardino nel 1625. Aveva proposto alla regina di chiudere l'orizzonte, verso sud, con la fontana di Demorgorgon. A Maria de' Medici ricordava quella della villa medicea di Poggio a Caiano, vicino a Firenze. Ma il progetto non fu completato poiché la regina morì nel 1642.
Tommaso Francini costruì l'acquedotto che forniva l'acqua alla Fontana de' Medici, costruita dal maestro muratore Jean Thiriot a partire dal 1625. Il contratto venne firmato l'11 luglio 1625 per la realizzazione del doppio terrazzo che circonda il parterre centrale e le tubazioni di distribuzione dell'acqua che dovevano rispettare "il disegno e profilo redatti da sieur Francini, intendente delle fontane reali". Non è certo che questa disposizione del giardino sia stata ispirata dal fiorentino giardino di Boboli. Una stima redatta dal Francini, nel 1635, per il completamento del giardino mostra che i lavori previsti per il 1625 non erano ancora stati eseguiti.
Durante la reggenza di Maria de' Medici, nel 1617, fu nominato “ingegnere del re Luigi XIII e controllore della casa della regina". Luigi XIII gli rinnovò l'incarico nel 1623 sotto forma di amministrazione generale delle acque e delle fontane dei castelli e dei giardini reali di Parigi, Saint-Germain-en-Laye, Fontainebleau e altri. Questo incarico fu trasformato in un ufficio reale nel 1636.
Nel 1647 fu nominato maggiordomo del re.

## Famiglia
Da una relazione con Loyse Porcher, la figlia più giovane di un cameriere del re, ebbe un figlio, che morì nel 1603, e un secondo, Pierre, nacque prima del suo matrimonio. Firmò un contratto di matrimonio il 20 luglio 1602, ma la dote doveva essere pagata prima del matrimonio, che non venne celebrato fino al 26 agosto 1606.
Da questa unione nacquero otto figli, di cui tre maschi, François, nato a Parigi il 15 gennaio 1617, Pierre, nato a Parigi il 21 febbraio 1621 e Paul, nato il 27 febbraio 1626, che divenne un sacerdote.

## Varie
Tommaso ha dato il suo nome a Rue Thomas Francine nel 14º arrondissement di Parigi. C'è una rue Francine a Villepreux e una place des Francine a Versailles.